# Elefantporten på Carlsberg
Elefantporten, også kaldet elefanttårnet er et af de mest berømte kendetegn ved området omkring Carlsberg-bryggerierne (Carlsberg Byen).
Navnet kommer af de fire enorme elefanter, der i par står på hver sin siden af porten og bærer tårnet over dem. De fire er fremstillet i granit fra Moseløkken Stenbrud på Bornholm. Tårnet blev bygget som et vandtårn og blev senere kornsilo. I dag er der en plads navngivet efter dem (Bag Elefanterne).

## Historie
Elefantporten er fra 1901, hvor også Ny Carlsberg blev bygget i området.
Den tjente som hovedindgangen fra Valbysiden. Arkitekten bag elefantporten var Vilhelm Dahlerup, som også tegnede den første skitser til det nye bryggeri, som i sidste ende blev tegnet af Vilhelm Klein.

## Arkitekturen
Elefanterne var Carl Jacobsens egen idé, som opstod, efter han var blevet inspireret af Giovanni Lorenzo Berninis obelisk-bærende elefant som står på Piazza della Minerva i Rom. Elefanterne er hugget i granit efter model af billedhuggeren H.P. Pedersen-Dan efter skitser tegnet af Vilhelm Dahlerup. De er hugget af firmaet Hans & Jørgen Larsen.
De fire elefanter bærer et relativt lille tårn med et samlet gulvareal på kun 115 kvadratmeter.
- Wikimedia Commons har flere filer relateret til Elefantporten på Carlsberg

55°40′2.34″N 12°31′55.73″Ø / 55.6673167°N 12.5321472°Ø